# Умершие в марте 1944 года
Это список известных людей, соответствующих установленным критериям значимости (см. Википедия:Критерии значимости персоналий), умерших в марте 1944 года.
Причина смерти указывается лишь в исключительных случаях (убийство, самоубийство, гибель в результате военных действий, смертная казнь, ДТП или несчастные случаи). В остальных случаях — не указывается.

## 1 марта
- Жуйков, Николай Петрович — Герой Советского Союза.
- Засядко, Владимир Алексеевич (24) — Герой Советского Союза.
- Комок, Аркадий Иванович — Герой Советского Союза.
- Крюков, Александр Евдокимович —  генерал-майор Рабоче-крестьянской Красной Армии, участник Первой мировой, Гражданской и Великой Отечественной войн.
- Мазилин, Филипп Николаевич (50) — Герой Советского Союза.
- Чиковани, Вахтанг Владимирович (24) — Герой Советского Союза.

## 2 марта
- Данилов-Чалдун, Максим Николаевич (50) — чувашский советский писатель.

## 3 марта
- Дьяченко, Андрей Васильевич —  красноармеец Рабоче-крестьянской Красной Армии, участник Великой Отечественной войн, Герой Советского Союза.
- Крылов, Павел Иванович — участник Великой Отечественной войн, Герой Советского Союза.
- Соков, Василий Александрович (31) — русский, советский шашист и шахматист.
- Тарасов, Пётр Михайлович (22) — участник Великой Отечественной войн, Герой Советского Союза.
- Томский, Алексей Арсентьевич (19) — участник Великой Отечественной войн, Герой Советского Союза.
- Ухо, Илья Игнатьевич —  красноармеец Рабоче-крестьянской Красной Армии, участник Великой Отечественной войн, Герой Советского Союза.

## 4 марта
- Вербицкий, Михаил Константинович (26) — Герой Советского Союза.
- Бухальтер, Луис — известный еврейско-американский гангстер 1930-х годов.

## 5 марта
- Мехнин, Фёдор Михайлович — Герой Советского Союза.

## 6 марта
- Жилин, Александр Иванович (44) — Герой Советского Союза.
- Колесник, Павел Автономович (28) — Герой Советского Союза.
- Котельников, Александр Петрович (78) — русский и советский математик и механик, профессор, доктор технических наук.
- Кудрявцев-Ильин, Михаил Ильич (32) — чувашский советский писатель.
- Милованов, Алексей Михайлович (30) — Герой Советского Союза.
- Сухарев, Иван Егорович — Герой Советского Союза.

## 7 марта
- Островский, Борис Леонидович — российский и советский военный деятель.

## 8 марта
- Гребенников, Борис Иванович (19) — участник Великой Отечественной войны, Герой Советского Союза.
- Губайдуллин, Миннигали Хабибуллович (20) — участник Великой Отечественной войны, Герой Советского Союза.
- Осипов, Василий Иванович — участник Великой Отечественной войны, Герой Советского Союза.

## 9 марта
- Анохин, Дмитрий Алексеевич (20) — Герой Советского Союза.
- Коробков, Виктор Михайлович (15) — участник партизанского движения во время Великой Отечественной войны.
- Конякин, Александр Фёдорович — Герой Советского Союза.
- Кузнецов, Николай Иванович (32) — советский разведчик, партизан.
- Усман Насыр — узбекский поэт, переводчик, драматург.
- Хахерин, Илья Кириллович (27) — Герой Советского Союза.

## 10 марта
- Лавицкий, Николай Ефимович (24) — Герой Советского Союза.
- Перфильев, Анатолий Александрович — Герой Советского Союза.
- Сордия, Бондзи Авксентьевич — Герой Советского Союза.
- Танцоров, Григорий Васильевич (35) — Герой Советского Союза.
- Тыщик, Евгений Константинович (24) — Герой Советского Союза.
- Рингельблюм, Эммануэль (43) — польский историк, педагог, общественный деятель еврейского происхождения. Создатель архива варшавского гетто и организатор подпольной группы Онег Шабат.

## 11 марта
- Касян, Андрей Филиппович (25) — капитан Рабоче-крестьянской Красной Армии, участник Великой Отечественной войны, Герой Советского Союза.
- Мельников, Виктор Иванович (23) — участник Великой Отечественной войны, Герой Советского Союза.
- Пушкин, Ефим Григорьевич (45) — советский военачальник.

## 12 марта
- Боронин, Иван Константинович (34) — Герой Советского Союза.
- Рангелл, Йохан (87) — государственный и политический деятель Финляндии, член Национальной прогрессивной партии.
- Филиппов, Иван Иванович (31) — Герой Советского Союза.
- Харченко, Семён Андреевич (28) — Герой Советского Союза.

## 13 марта
- Володин, Александр Фёдорович (29) — Герой Советского Союза.
- Гузенков, Иван Матвеевич (20) — Герой Советского Союза.
- Обухов, Евгений Михайлович — Герой Советского Союза.
- Осипов, Михаил Иванович (20) — Герой Советского Союза.
- Стерин, Ефим Ильич (20) — Герой Советского Союза.
- Шестаков, Лев Львович (28) — Герой Советского Союза.

## 14 марта
- Товстухо, Василий Иванович (23) — Герой Советского Союза.
- Чесноков, Павел Григорьевич (66) — русский хоровой дирижёр, композитор, церковный регент, профессор Московской консерватории (с 1921).

## 15 марта
- Зирм, Эдуард (80) — австрийский офтальмолог.
- Крестьянинов, Пётр Константинович (19) — красноармеец Рабоче-крестьянской Красной Армии, участник Великой Отечественной войны, Герой Советского Союза.
- Октябрьская, Мария Васильевна (41) — гвардии сержант, Герой Советского Союза.
- Сивков, Вадим Александрович (19) — Герой Советского Союза.

## 17 марта
- Адонкин, Василий Семёнович (30) — Герой Советского Союза.
- Гаврилин, Иван Дмитриевич (54) — советский государственный и партийный деятель, председатель Исполнительного комитета Харьковского окружного Совета (1925-1927).
- Гуменюк, Семён Александрович (29) — Герой Советского Союза.
- Ковалёв, Филипп Иванович (27) — Герой Советского Союза.
- Коровин, Илья Семёнович — Герой Советского Союза.
- Красуцкий, Евгений Иванович — Герой Советского Союза.
- Лихобаба, Марк Кононович (35) — Герой Советского Союза.
- Михайлов, Евгений Витальевич (23) — Герой Советского Союза.
- Никитин, Василий Егорович — Герой Советского Союза.
- Смавзюк, Леонтий Семёнович (41) — Герой Советского Союза.
- Суббота, Николай Никитович — Герой Советского Союза.

## 18 марта
- Воронин, Степан Никитович — капитан Рабоче-крестьянской Красной Армии, участник Великой Отечественной войны, Герой Советского Союза.
- Зайковский, Николай Васильевич (41) — Герой Советского Союза.
- Пасторов, Юрий Викторович (24) — Герой Советского Союза.
- Попов, Павел Фомич (37) — Герой Советского Союза.
- Ратушная, Лариса Степановна — советская подпольщица, Герой Советского Союза.

## 19 марта
- Артюх, Александр Андреевич — Герой Советского Союза.
- Грязнов, Андрей Васильевич — Герой Советского Союза.
- Красносельский, Александр Леонтьевич (66) — русский и советский архитектор.

## 20 марта
- Богдан, Дмитрий Филиппович (28) — капитан Рабоче-крестьянской Красной Армии, участник Великой Отечественной войны, Герой Советского Союза.
- Машков, Илья Иванович (62) — российский художник, живописец круга «Бубнового валета», заслуженный деятель искусств РСФСР.

## 21 марта
- Бенуа, Александр Михайлович (81) — генерал-майор российской армии, генеральный хорунжий украинской армии, герой Первой мировой войны.
- Истомин, Ефим Абрамович (19) — Герой Советского Союза.
- Феофанов, Василий Григорьевич (30) — Герой Советского Союза.
- Чекаль, Кузьма Фомич — Герой Советского Союза.

## 22 марта
- Зюзь, Иван Иванович — Герой Советского Союза.
- Коноваленко, Владимир Онуфриевич (26) — Герой Советского Союза.
- Литвинов, Пётр Васильевич (21) — Герой Советского Союза.
- Павлюченко, Иван Васильевич (28) — Герой Советского Союза.
- Пшеницин, Геннадий Александрович — Герой Советского Союза.

## 23 марта
- Антонов, Константин Михайлович (21) — Герой Советского Союза.
- Карданов, Кабард Локманович (23) — Герой Советского Союза.
- Каштанкин, Виктор Николаевич (34) — Герой Советского Союза.
- Мяэ, Иоганн Юрьевич (49) — российский, эстонский и советский военный деятель, подполковник советской армии.
- Овсянников, Михаил Кузьмич (34) — Герой Советского Союза.
- Осадчий, Алексей Антонович — Герой Советского Союза.
- Пигарёв, Николай Григорьевич (18) — Герой Советского Союза.
- Савин, Николай Семёнович (26) — Герой Советского Союза.
- Четвертной, Михаил Алексеевич (32) — Герой Советского Союза.

## 24 марта
- Амосов, Александр Иванович (25) — Герой Советского Союза.
- Кульдин, Иван Петрович — Герой Советского Союза.
- Бутера, Гаэтано (19) — итальянский солдат, танкист, участник Движения Сопротивления в Италии во время Второй мировой войны.
- Ефремов, Виктор Кириллович — заместитель начальника железнодорожной станции Симферополь. Подпольщик в годы Великой Отечественной войны.
- Макаров, Павел Александрович (22) — Герой Советского Союза.
- Сенчихин, Прокофий Фёдорович (20) — Герой Советского Союза.

## 25 марта
- Белов, Василий Тимофеевич — красноармеец Рабоче-крестьянской Красной Армии, участник Великой Отечественной войны, Герой Советского Союза.
- Гуданов, Евгений Алексеевич (22) — лейтенант Рабоче-крестьянской Красной Армии, участник Великой Отечественной войны, Герой Советского Союза.
- Ковч, Емельян — блаженный Украинской грекокатолической церкви, священник.
- Копылов, Николай Иосифович — участник Великой Отечественной войны, Герой Советского Союза.
- Малихов, Анатолий Наумович (23) — майор Рабоче-крестьянской Красной Армии, участник Великой Отечественной войны, Герой Советского Союза.
- Никитин, Павел Фёдорович — советский военный, первый форсировавший Днестр.
- Пилипенко, Антон Петрович (40) — генерал-майор Рабоче-крестьянской Красной Армии, участник Великой Отечественной войны.

## 26 марта
- Андреев, Филипп Михайлович — участник Великой Отечественной войны, Герой Советского Союза.
- Антипин, Филипп Лукьянович — участник Великой Отечественной войны, Герой Советского Союза.
- Артёмов, Павел Петрович — участник Великой Отечественной войны, Герой Советского Союза.
- Бондаренко, Иван Антонович — майор Рабоче-крестьянской Красной Армии, участник Великой Отечественной войны, Герой Советского Союза.
- Лавренов, Александр Филиппович (23) — участник Великой Отечественной войны, Герой Советского Союза.
- Мамедов, Ами Ага оглы (22) — матрос, наводчик расчета противотанкового ружья 384-го отдельного батальона морской пехоты Черноморского флота. Герой Советского Союза.
- Прокофьев, Тимофей Ильич (31) — Герой Советского Союза.
- Фролов, Константин Иванович (19) — Герой Советского Союза.
- Хайрутдинов, Акрам Мингазович — Герой Советского Союза.
- Харлов, Фёдор Евдокимович (28) — Герой Советского Союза.
- Ходырев, Валентин Васильевич (20) — Герой Советского Союза.
- Чернышёв, Аркадий Петрович (27) — Герой Советского Союза.

## 27 марта
- Абдулмеджидов, Ахмед Дибирович — Герой Советского Союза.
- Авраменко, Михаил Иванович (30) — Герой Советского Союза.
- Андреев, Андрей Иванович (30) — Герой Советского Союза.
- Бачурин, Василий Иванович — Герой Советского Союза.
- Вансецкий, Павел Фёдорович — Герой Советского Союза.
- Вишневский, Борис Степанович — Герой Советского Союза.
- Волошко, Григорий Семёнович — Герой Советского Союза.
- Говорухин, Иван Ильич — Герой Советского Союза.
- Голенев, Степан Трофимович — Герой Советского Союза.
- Головлёв, Алексей Фёдорович — Герой Советского Союза.
- Демьяненко, Илья Сергеевич — Герой Советского Союза.
- Дермановский, Георгий Дмитриевич — Герой Советского Союза.
- Евтеев, Иван Алексеевич — Герой Советского Союза.
- Индык, Иван Степанович — Герой Советского Союза.
- Корда, Василий Егорович (25) — Герой Советского Союза.
- Казаченко, Николай Иванович — Герой Советского Союза.
- Коновалов, Михаил Васильевич (25) — Герой Советского Союза.
- Корнейко, Василий Харитонович — Герой Советского Союза.
- Котов, Иван Ильич — Герой Советского Союза.
- Лютый, Александр Сергеевич — Герой Советского Союза.
- Мебш, Михаил Павлович (22) — Герой Советского Союза.
- Миненков, Василий Семёнович — Герой Советского Союза.
- Недогибченко, Леонид Васильевич — Герой Советского Союза.
- Окатенко, Фёдор Алексеевич (22) — Герой Советского Союза.
- Олейнюк, Клементий Карпович (27) — Герой Советского Союза.
- Ольшанский, Константин Фёдорович (28) — Герой Советского Союза.
- Осипов, Павел Дмитриевич — Герой Советского Союза.
- Очеленко, Владимир Николаевич (21) — Герой Советского Союза.
- Пархомчук, Ефим Онуфриевич (31) — Герой Советского Союза.
- Первухин, Алексей Георгиевич (24) — Герой Советского Союза.
- Петрухин, Николай Дмитриевич (35) — Герой Советского Союза.
- Рожнев, Николай Михайлович (27) — Герой Советского Союза.
- Скворцов, Николай Александрович (22) — Герой Советского Союза.
- Судейский, Сергей Николаевич (25) — Герой Советского Союза.
- Тященко, Гавриил Елизарович (31) — Герой Советского Союза.
- Чумаченко, Владимир Ильич (26) — Герой Советского Союза.
- Хлебов, Николай Павлович (22) — Герой Советского Союза.
- Ходаков, Дмитрий Дмитриевич — Герой Советского Союза.
- Фадеев, Николай Александрович — Герой Советского Союза.
- Шип, Пантелей Семёнович — Герой Советского Союза.

## 28 марта
- Загребин, Степан Васильевич (42) — Герой Советского Союза.
- Ковтун, Григорий Иванович (21) — Герой Советского Союза.
- Клопотовский, Владимир Владимирович — фельетонист, писатель, поэт.
- Кипенко, Владимир Иванович (20) — Герой Советского Союза.
- Макеёнок, Иван Андреевич — Герой Советского Союза.
- Стрижак, Павел Григорьевич (21) — Герой Советского Союза.
- Удалов, Иван Иванович — Герой Советского Союза.
- Удод, Иван Михайлович — Герой Советского Союза.
- Фархутдинов, Миргай Ахмаевич (28) — Герой Советского Союза.
- Чуц, Абубачир Батербиевич — Герой Советского Союза.

## 29 марта
- Зверев, Иван Зиновьевич (29) — Герой Советского Союза.
- Котельников, Алексей Павлович (19) — Герой Советского Союза.

## 30 марта
- Маслов, Николай Васильевич (41) — Герой Советского Союза.
- Юрьев, Иван Васильевич (26) — Герой Советского Союза.

## 31 марта
- Кога, Минэити —  японский военно-морской и государственный деятель. Адмирал флота.
- Кудашкин, Иван Степанович (21) — Герой Советского Союза.
- Кузьмин, Дмитрий Семёнович — Герой Советского Союза.
- Пономаренко, Павел Андреевич — Герой Советского Союза.
- Ореховский, Георгий Сергеевич — Полный кавалер ордена Славы.
- Танасчишин, Трофим Иванович (41) — советский военный деятель, Генерал-лейтенант танковых войск.